# Leptogenopapus mirabilis
Leptogenopapus mirabilis  (лат.) — вид мирмекофильных стафилинид из подсемейства Aleocharinae, единственный в составе монотипического рода Leptogenopapus. Эндемик Папуа — Новая Гвинея. Мелкие коротконадкрылые жуки коричневого цвета (около 4 мм). Формула члеников лапок 4-5-5. Форма тела вытянутая и узкая, мирмекоидная. Ассоциированы с полукочевыми муравьями Leptogenys (Leptogenys breviceps Viehmeyer) из подсемейства Ponerinae. Вид был впервые описан в 2009 году энтомологами из Словакии (Peter Hlaváč) и Чехии (Milan Janda), и он наиболее близок к роду Leptogenoxenus Kistner.